# Cantonul Francescas
Cantonul Francescas este un canton din arondismentul Nérac, departamentul Lot-et-Garonne, regiunea Aquitania, Franța.

## Comune
- Fieux
- Francescas (reședință)
- Lamontjoie
- Lasserre
- Moncrabeau
- Nomdieu
- Saint-Vincent-de-Lamontjoie